# منطقة مغان

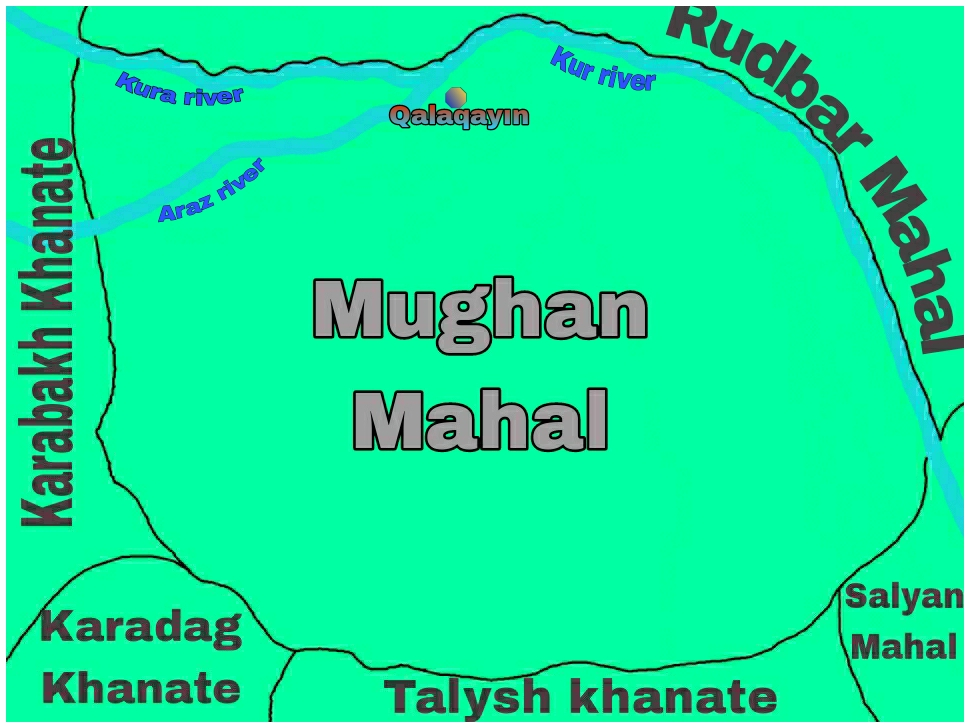
مغان محل في القرن الثامن عشر.

موغان محل أو منطقة مغان (لاحقًا محافظة جواد، مقاطعة بتروبافلوفسك) واحدة من المناطق التاريخية والجغرافية والإدارية.

## التاريخ
كان مغان محل حاضرا في مقاطعتي صبر آباد وساتلي. وكان حاكم المنطقة هو حسن خان.

## التعداد
في عام 1821، أُنشئَت قلعة واحدة (قلقايين [الإنجليزية]) و44 قرية صغيرة (بعضها يعرف باسم بيلديك، أولوكالي خلفالي، مميشلي، كوركندي، جانجان، رانجبار الأول، مريد، رانجبار الثاني، جاراجلي، مينباشي، مولا فايزلي، داماماياجالي، علي سلطانلي، شهدلي، غوشتان، مولداي، مصطفابيلي، هاشمخانلي، بوتولار) استضافت 500 عائلة.

## الاقتصاد
كان سكان مغان محل يعملون في الزراعة وتربية الماشية وزراعة القطن.

## طالع أيضًا
- رودبار محل [الإنجليزية]
- كاواد